# Tom Odell
Thomas Peter Odell (Chichester, 24. studenoga 1990.) engleski je pjevač i tekstopisac. Godine 2012. objavio je svoj prvi EP Songs from Another Love i za njega je godinu dana kasnije dobio nagradu britanskih glazbenih kritičara. Njegov debitantski studijski album Long Way Down objavljen je 24. lipnja 2013. Svoj drugi studijski album Wrong Crowd objavio je 10. lipnja 2016. U listopadu 2018. objavljen je njegov treći studijski album Jubilee Road.

## Rani život
Odell je rođen u Chichesteru, Zapadnom Sussexu u Velikoj Britaniji, kao sin pilota i osnovnoškolske profesorice. Ima stariju sestru. Proveo je dio djetinjstva u Novom Zelandu zbog očevog posla. Školovao se na koledžu Seafordu. Učio je klasičnu glazbu na klaviru do 7. razreda osnovne škole i počeo je pisati svoje pjesme u dobi od 13 godina, ali nije nikome govorio o tome jer je smatrao da to nije "fora".
Dok je pohađao školu Odell je pisao pjesme u bendu koji je imao problema sa zadržavanjem glavnog pjevača. Ova nevolja ga je inspirirala da počne pjevati pjesme koje je napisao, a Odell kaže da je "pjevao (pjesme) kako (je) želio da zvuče", umjesto da se brine da netko drugi neće oživjeti njegovu viziju.
S 18 godina odlučio je da neće pohađati Sveučilište u Yorku 
i pokušao se upisati na glazbenu gimnaziju u Liverpoolu. 
Nastupao je na večerima slobodnog nastupa svaku večer: "Bilo je to razdoblje puno poniženja: vukao sam klavijature naokolo, ponekad se pojavio samo da bih saznao da su me maknuli s liste, skupine mladića uzimale su mi mikrofon i ismijavale me... Naučio sam izvoditi i koje pjesme prolaze." Godinu dana kasnije, preselio se natrag u Chichester nakon što više nije bio potreban na poslu barmena. Koristeći bakin auto, putovao je redovno u London da bi nastupao i oglašavao se u glazbenim školama. Studirao je na Institutu britanske i irske suvremene glazbe svirajući kao dio benda Tom and the Tides prije no što se preselio u London 2010. Tom and The Tides snimili su pjesmu Spider za studentski album (British and Irish Modern Music Institute) What's Inside Your Head Vol. 3. No, poslije je odlučio postati solo umjetnik, jer nije želio da se mora oslanjati na ljude.

## Karijera

### 2012. – 2013.: Početci karijere iLong Way Down
Odell je 'potpisao' za diskgrafsku kuću In the Name Of Columbia Recordsa. Otkrila ga je Lily Allen, koja je napomenula da "ju je njegova energija na pozornici podsjetila na Davida Bowiea". 
Dobio je predujam za album: "Otišao sam i kupio stari Mini Cooper za gotovinu. Tri tjedna poslije kad sam se vratio sa nastupa u Škotskoj auto je nestao. Tako da ako vidite trkači-zeleni klasični Mini Cooper, taj je moj". Izdao je svoj debitantski EP, Songs from Another Love, u listopadu 2012. godine. Prvi put je nastupio na televiziji u studenom 2012. kao izvođač u Later... with Jools Holland; producentica emisije Alison Howe poslije je opisala nastup kao "klasični Later debi".

Odell je jedan od 15 nominiranih za BBC Sound of 2013. poll u siječnju 2013. Istog mjeseca, njegova pjesma "Another Love" BBC-a je koristio kako bi najavili svoj program za 2013. Odellova glazba bila je korištena u mnogim Burberry modnim showovima. Imenovan je dobitnikom BRITovih Critics' Choice Awards koju su prethodno dobile glazbenice Adele i Florence and the Machine i to je bilo prvi put da je neki muškarac dobio nagradu, te je bio intervjuiran uz prethodnu dobitnicu Emeli Sandé tijekom televizijske ceremonije u veljači 2013.
Odellov debi album, Long Way Down, izdan je 24. lipnja 2013. i zauzeo prvo mjesto na UK Official Chart. 
Trebao je nastupati uz The Rolling Stones na londonskom Hyde Parku 13. srpnja 2013., ali nije mogao zbog bolesti.

### 2014.–2015.: Priznanja
Odell je izveo svoju prvu novu pjesmu nakon izdavanja Long Way Down, nazvanu "Alex", 7. veljače 2014. u Plymouth Pavilions.
Odellu je dodijeljena nagrada tekstopisac godine na 2014. Ivor Novello Awards svečanosti.
Odellova pjesma "Can't Pretend" korištena je u TV seriji The 100. "Can't Pretend" i "Long Way Down" su isto tako istaknute u The Blacklist i nagrađivanom filmu The Fault In Our Stars. Njegova pjesma "Grow Old With Me" bila je istaknuta u epizodi serije Reign. Njegova pjesma "Heal" je korištena u filmu If I Stay, TV serijama NCIS i Vampirski dnevnici baš kao i pjesma "Another Love".
Odellova sljedeća pjesma se zove "Real Love" od The Beatlesa, koja je bila glazbena podloga za reklamu na Božićni Johna Lewisa i donijela mu je velik publicitet. U roku od nekoliko sati nakon izlaska, dostigla je sam vrh glazbenog prepoznavanja Shazamove trending liste. U roku od 3 dana nakon izlaska, dostigla je broj 21 na UK top 40, najviše mjesto koje je ta pjesma dostigla bilo je 7. mjesto.

### 2016.–2017.:Wrong Crowd
Odell je počeo raditi na svom drugom studijskom albumu koji je objavio 2015. i svirao je razne pjesme na Forest Live, na seriji koncerata u šumama Engleske koje je organizirala Forestry Commission. 4. travnja 2016., prva pjesma, "Wrong Crowd", je izdan te je najavljen nadolazeći drugi studijski album istog imena. Odell je najavio da će krenuti na turneju u Sjedinjenim Državama i Europom. 15. travnja 2016., izdana je druga pjesma s albuma, "Magnetised". Sljedećeg dana, Odell je otkrio da su njegovi rasprodani nastupi bili imenovani No Bad Days Tour, koji su počeli 20. travnja 2016. u Londonu. Cijeli album je izdan 10. lipnja 2016. U intervjuu s Holly Willoughby i Phillipom Schofieldom u tv programu This Morning, Odell je otkrio da je u nekim zemljama izvan UK publika pogrešno shvatila ime albuma kao uvredu, kao da je u stvari publika loše društvo ili 'pogrešno društvo'.

### 2017. – 2020.:Jubilee Road
Na svojoj 'No Bad Days' turneji, Odell je otkrio da piše novi album i izveo je nove pjesme uživo. U studenom 2017, imao je turneju u Njemačkoj na New Fall Festivalu u Düsseldorfu i Stuttgartu i najavio da je album završen i da će prva pjesma biti izdana neposredno nakon. 20. prosinca 2017. Odell je u intervjuu za BBC Radio 2 izjavio da će novi album biti spreman za izdavanje sredinom 2018. 
14 lipnja 2018, prva pjesma s Odellova nadolazećeg albuma, "If You Wanna Love Somebody", izdan je diljem svijeta. Album 'Jubilee Road' izdan je 26. listopada. Taj album inspiriran je njegovim bivšim susjedima i zajednicom. Naziv "Jubilee Road" trebao bi biti referenca na terasastu ulicu u istočnom Londonu u kojoj je Odell živio, ali kada je upitao svoje susjede može li koristiti pravo ime, odgovorili su da se boje da će to postati turističko odredište i radije bi da stvori izmišljeno ime.

### 2021.:Monsters
"Numb", prvi singl s Odellovog četvrtog albuma, objavljen je u veljači 2021. U intervjuu za The Gentleman's Journal 27. veljače 2021. otkriveno je da Odellov četvrti studijski album nosi naslov Monsters. Izjavio je da će album sadržavati tamnije, elektro-pop tonove, a stihove su inspirirali umjetnici kao što su XXXTentacion, Drake i Travis Scott. Drugi singl s albuma, "Monster v.1", objavljen je u ožujku 2021. Album se dotiče teških tema i grubih iskustava koja je doživio tijekom veikih uzbuđenja u svom životu, posebno boreći se s tjeskobom i napadima panike. Album je objavljen 9. srpnja 2021.

## Utjecaji
Odell je odrastao slušajući glazbu Eltona Johna. Jedan od prvih albuma koje je slušao bio je Goodbye Yellow Brick Road (1973.). 
Isto tako citira Davida Bowie, Jeffa Buckleya, Boba Dylan, Arthura Russell, Leonarda Cohen, Leona Russell, Billya Joel, Randya Newman, Toma Waits, Rodrígueza i Brucea Springsteen kao ljude koji su na njega izvršili znatan glazbeni utjecaj. Obožavatelj je glazbenika Arcadea Firea, Adele, Jamesa Blakea, Cata Powera, Blura, Beacha Housea, Radioheada, Coldplay-ja i Bena Foldsa.
Odell je izjavio da su njegove riječi pjesama inspirirane njegovom "nesposobnošću da održi vezu s nekim dulje od 6 mjeseci." 
Kaže, "Nalazim da pišem mnogo bolje pjesme kada sam iskren, i pišem o stvarima koje se događaju meni. Može ispasti pomalo čudno kada prijatelji ili djevojke shvate da je pjesma o njima. Ali je nevjerojatno s čim se mogu izvući. Mislim da to zovu umjetničkom slobodom."

## Diskografija

### Studijski albumi
| Naslov              | Detalji                                                                                          | Top mjesto na ljestvicama | Top mjesto na ljestvicama | Top mjesto na ljestvicama | Top mjesto na ljestvicama | Top mjesto na ljestvicama | Top mjesto na ljestvicama | Top mjesto na ljestvicama | Top mjesto na ljestvicama | Top mjesto na ljestvicama | Top mjesto na ljestvicama | Top mjesto na ljestvicama | Certifikati                                                      |
| Naslov              | Detalji                                                                                          | UK                        | AUS                       | AUT                       | BEL                       | DEN                       | GER                       | IRE                       | NL                        | NZ                        | POL                       | SWI                       | Certifikati                                                      |
| ------------------- | ------------------------------------------------------------------------------------------------ | ------------------------- | ------------------------- | ------------------------- | ------------------------- | ------------------------- | ------------------------- | ------------------------- | ------------------------- | ------------------------- | ------------------------- | ------------------------- | ---------------------------------------------------------------- |
| Long Way Down       | - Izdano: 24. lipnja 2013. - Diskografska kuća: Columbia - Format: CD, digitalni download        | 1                         | 66                        | 48                        | 5                         | 36                        | 17                        | 5                         | 1                         | 39                        | 31                        | 2                         | - BPI: Platina - IFPI DEN: Zlato - NVPI: Platina - ZPAV: Platina |
| Wrong Crowd         | - Izdano: 10. lipnja 2016. - Diskografska kuća: Columbia - Format: CD, digitalni download, LP    | 2                         | 29                        | 35                        | 13                        | —                         | 16                        | 6                         | 9                         | —                         | 15                        | 2                         | - BPI: Srebro                                                    |
| Jubilee Road        | - Izdano: 26. listopada 2018- - Diskografska kuća: Columbia - Format: CD, digitalni download, LP | 5                         | —                         | 53                        | 56                        | —                         | 66                        | 27                        | 30                        | —                         | 44                        | 20                        |                                                                  |
| Monsters            | - Izdano: 9. srpnja 2021. - Diskografska kuća: Columbia - Format: CD, digitalni download, LP     | 4                         | —                         | —                         | 195                       | —                         | —                         | 35                        | —                         | —                         | —                         | 43                        |                                                                  |
| Best Day of My Life | - Izdano: 28.10.2022                                                                             |                           |                           |                           |                           |                           |                           |                           |                           |                           |                           |                           |                                                                  |
| Black Friday        | - Izdano: 26.01.2024                                                                             |                           |                           |                           |                           |                           |                           |                           |                           |                           |                           |                           |                                                                  |
| A Wonderful Life    | - Izdano: 05.09.2025                                                                             |                           |                           |                           |                           |                           |                           |                           |                           |                           |                           |                           |                                                                  |

### Extended plays
| Naslov                             | Detalji |
| ---------------------------------- | --- |
| Songs from Another Love            | - Izdano: 15. rujna 2012. - Diskografska kuća: Columbia, In the Name Of - Format: digitalni download, vinyl  |
| The Another Love EP                | - Izdano: 14. lipnja 2013. - Diskografska kuća: Columbia, In the Name Of - Format: digitalni download, vinyl |
| Spending All My Christmas with You | - Izdano: 9. prosinca 2016. - Diskografska kuća: Columbia - Format: digitalni download                       |

### Pjesme
| "Another Love"                                                    | 2012 | 10 | 2 | 1  | 11  | 11 | 24 | 6  | — | 23 | - BPI: Zlato - BEA: Platina - BVMI: Platina - IFPI AUT: Zlato - IFPI SWI: Platina - NVPI: Zlato | Long Way Down                      |
| "Can't Pretend"                                                   | 2013 | 67 | — | 52 | 200 | —  | —  | —  | — | —  |                                                                                                 | Long Way Down                      |
| "Hold Me"                                                         | 2013 | 44 | — | —  | —   | —  | —  | —  | — | —  |                                                                                                 | Long Way Down                      |
| "Grow Old with Me"                                                | 2013 | 46 | — | 53 | —   | —  | —  | —  | — | —  |                                                                                                 | Long Way Down                      |
| "I Know"                                                          | 2013 | 92 | — | 70 | —   | —  | —  | —  | — | —  |                                                                                                 | Long Way Down                      |
| "Real Love"                                                       | 2014 | 7  | — | 71 | —   | —  | 16 | 83 | — | —  | - BPI: Srebro                                                                                   | Spending All My Christmas With You |
| "Wrong Crowd"                                                     | 2016 | —  | — | —  | —   | —  | —  | —  | — | —  |                                                                                                 | Wrong Crowd                        |
| "Magnetised"                                                      | 2016 | 40 | — | 51 | 157 | —  | 62 | —  | — | 73 | - BPI: Srebro                                                                                   | Wrong Crowd                        |
| "Here I Am"                                                       | 2016 | —  | — | 58 | —   | —  | —  | —  | — | —  |                                                                                                 | Wrong Crowd                        |
| "True Colours"                                                    | 2016 | —  | — | —  | —   | —  | —  | —  | — | —  |                                                                                                 | Nije singl s nijednog albuma       |
| "Silhouette"                                                      | 2016 | —  | — | —  | —   | —  | —  | —  | — | —  |                                                                                                 | Wrong Crowd                        |
| "Jealousy"                                                        | 2017 | —  | — | —  | —   | —  | —  | —  | — | —  |                                                                                                 | Wrong Crowd                        |
| "If You Wanna Love Somebody"                                      | 2018 | —  | — | —  | —   | —  | —  | —  | — | —  |                                                                                                 | Jubilee Road                       |
| "Half Good as You"                                                | 2018 | —  | — | —  | —   | —  | —  | —  | — | —  |                                                                                                 | Jubilee Road                       |
| "—" označava pjesmu koja nije bila na ljestvicama ili nije izdan. |      |    |   |    |     |    |    |    |   |    |                                                                                                 |                                    |

### Promo pjesme
| Ime                       | Godina | Album         |
| ------------------------- | ------ | ------------- |
| "Sirens"[nedostaje izvor] | 2013   | Long Way Down |
| "Jubilee Road"            | 2018   | Jubilee Road  |

## Turneje i koncerti
- Long Way Down Tour (2013.)
- No Bad Days Tour (2016.-2017.)
- Jubilee Road Tour (2018. – 2019.) - u sklopu turneje Tom je 10. veljače 2019. gostovao i u Zagrebu, gdje je održao koncert u Tvornici Kulture.

## Nagrade i nominacije
| Godina | Organizacija        | Nagrada                       | Rezultat  |
| ------ | ------------------- | ----------------------------- | --------- |
| 2013   | MTV                 | Brand New For 2013            | Nominiran |
| 2013   | BRIT Awards         | Critics' Choice               | Pobjednik |
| 2013   | BBC                 | Sound of 2013                 | Nominiran |
| 2014   | BRIT Awards         | Britanski Muški Solo Umjetnik | Nominiran |
| 2014   | BRIT Awards         | British Breakthrough Act      | Nominiran |
| 2014   | Ivor Novello Awards | Tekstopisac godine            | Pobjednik |